# Nat Patton

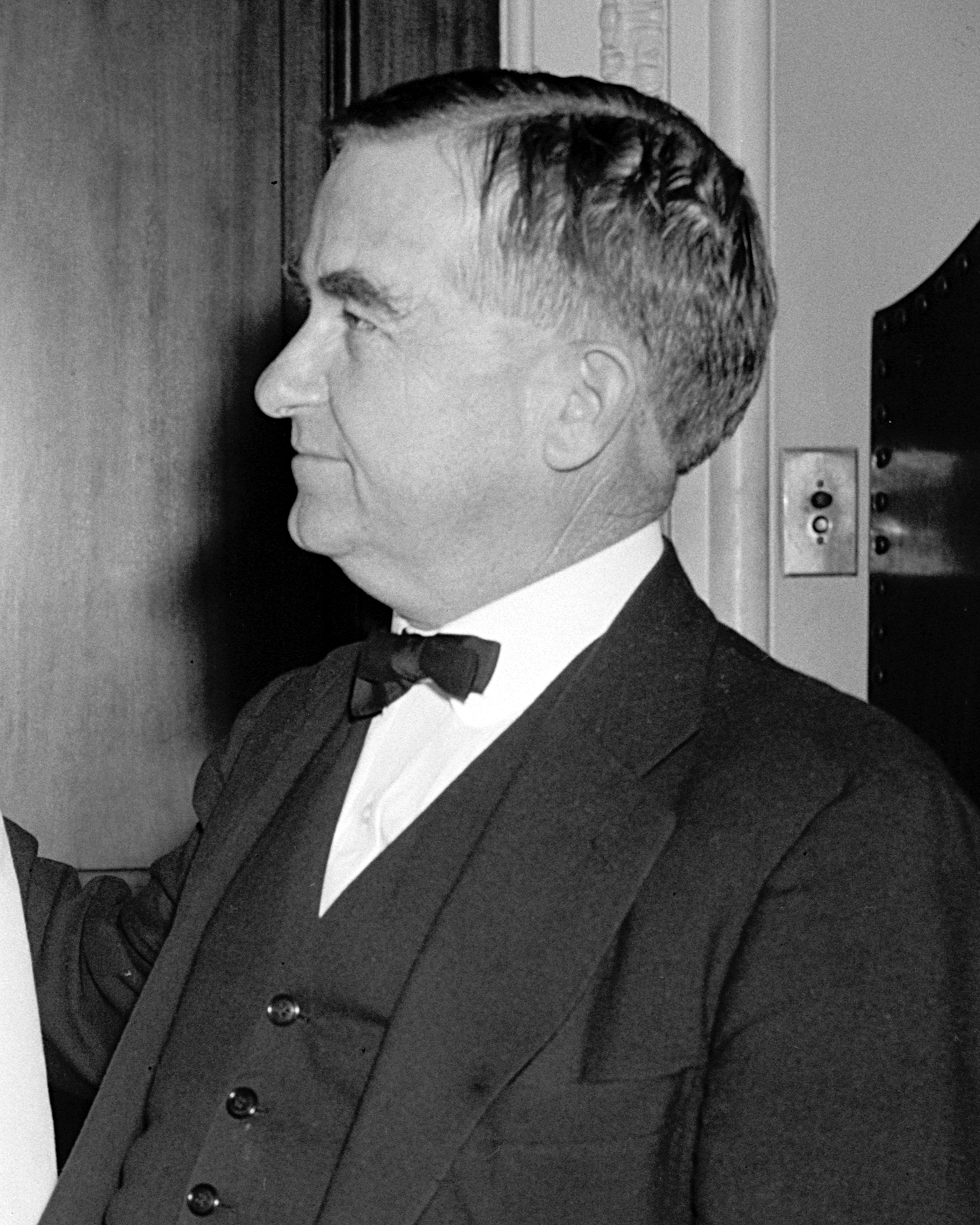
Nat Patton (1938)

Nat Patton (* 26. Februar 1881 bei Tadmor, Houston County, Texas; † 27. Juli 1957 in Crockett, Texas) war ein US-amerikanischer Politiker. Zwischen 1935 und 1945 vertrat er den Bundesstaat Texas im US-Repräsentantenhaus.

## Werdegang
Nat Patton besuchte die öffentlichen Schulen seiner Heimat und die Sam Houston Normal School in Huntsville. Zwischen 1899 und 1918 war er an verschiedenen Schulen als Lehrer tätig. In den Jahren 1915 und 1916 arbeitete er im Houston County auch in der Landwirtschaft. Gleichzeitig begann er als Mitglied der Demokratischen Partei eine politische Laufbahn. In den Jahren 1912 und 1913 saß Patton als Abgeordneter im Repräsentantenhaus von Texas. Nach einem Jurastudium an der University of Texas in Austin und seiner 1918 erfolgten Zulassung als Rechtsanwalt begann er in Crockett in diesem Beruf zu arbeiten. Von 1918 bis 1922 amtierte er als Bezirksrichter im Houston County. In den Jahren 1924 und 1935 war er Delegierter auf den jeweiligen regionalen demokratischen Parteitagen in Texas. Von 1929 bis 1934 gehörte er dem Senat von Texas an.
Bei den Kongresswahlen des Jahres 1934 wurde Patton im siebten Wahlbezirk von Texas in das US-Repräsentantenhaus in Washington, D.C. gewählt, wo er am 3. Januar 1935 die Nachfolge von Clark W. Thompson antrat. Nach vier Wiederwahlen konnte er bis zum 3. Januar 1945 fünf Legislaturperioden im Kongress absolvieren. Während seiner Zeit im Kongress wurden dort die meisten der New-Deal-Gesetze der Bundesregierung unter Präsident Franklin D. Roosevelt verabschiedet. Seit 1941 war auch die Arbeit des Kongresses von den Ereignissen des Zweiten Weltkrieges geprägt.
1944 wurde Patton von seiner Partei nicht mehr zur Wiederwahl nominiert. Nach dem Ende seiner Zeit im US-Repräsentantenhaus praktizierte er wieder als Anwalt. Er starb am 27. Juli 1957 in Crockett, wo er auch beigesetzt wurde.